# Rock'n Roll Gangster
Rock'n Roll Gangster est le premier album studio de Fieldy's Dreams sorti en 2002.

## Liste des morceaux
1. Cocky – 0:16
2. Baby Hugh Hef – 3:20
3. Rock N Roll Gangster – 0:21
4. Are You Talking to Me (feat. Helluva) – 2:34
5. Just For Now (feat. Jonathan Davis) – 3:29
6. You Saved Me – 3:01
7. Munky Rage – 0:19
8. Put a Week on It (feat. Son Doobie) – 3:33
9. Child Vigilante – 3:58
10. Korn Gigglebox – 0:20
11. Sugar-Coated (feat. Tre Hardson) – 3:05
12. Comin From a Friend – 3:04
13. One Love (feat. Angela Rascoe) – 3:25
14. Ortiz Anthem (feat. RBX) – 3:39
15. Special K Buzz – 0:16
16. Bleu – 2:47
17. Do What You Feel (feat. RBX & Polarbear) – 2:58